# Julian Eberhard
Julian Eberhard, född 9 november 1986, är en österrikisk skidskytt som ingick i det österrikiska lag som vann brons vid herrarnas stafett vid VM 2017.
I mars 2016 vann Eberhard en individuell deltävling i världscupen för första gången. Det skedde vid sprinttävlingen i Chanty-Mansijsk, Ryssland.
Julian är yngre bror till skidskytten Tobias Eberhard.